# Lindów (województwo śląskie)
Lindów – wieś sołecka w Polsce położona w województwie śląskim, w powiecie kłobuckim, w gminie Lipie.
W latach 1975–1998 miejscowość administracyjnie należała do województwa częstochowskiego.
Nazwa pochodzi prawdopodobnie od niem. linde – lipa lub od niemiecko brzmiącego nazwiska dawnych właścicieli. Miejscowość liczy około 300 mieszkańców, kościół parafialny z 1996 roku, remiza ochotniczej straży pożarnej.
Wzdłuż drogi biegnącej przez wieś rosną 60-letnie lipy tworzące aleję lipową. W pobliżu rezerwat przyrody Szachownica o pow. 12,7 ha. Na jego terenie jaskinia Szachownica o długości ok. 1000 m. W jaskini kolonia nietoperzy.